# Kalanchoe tomentosa

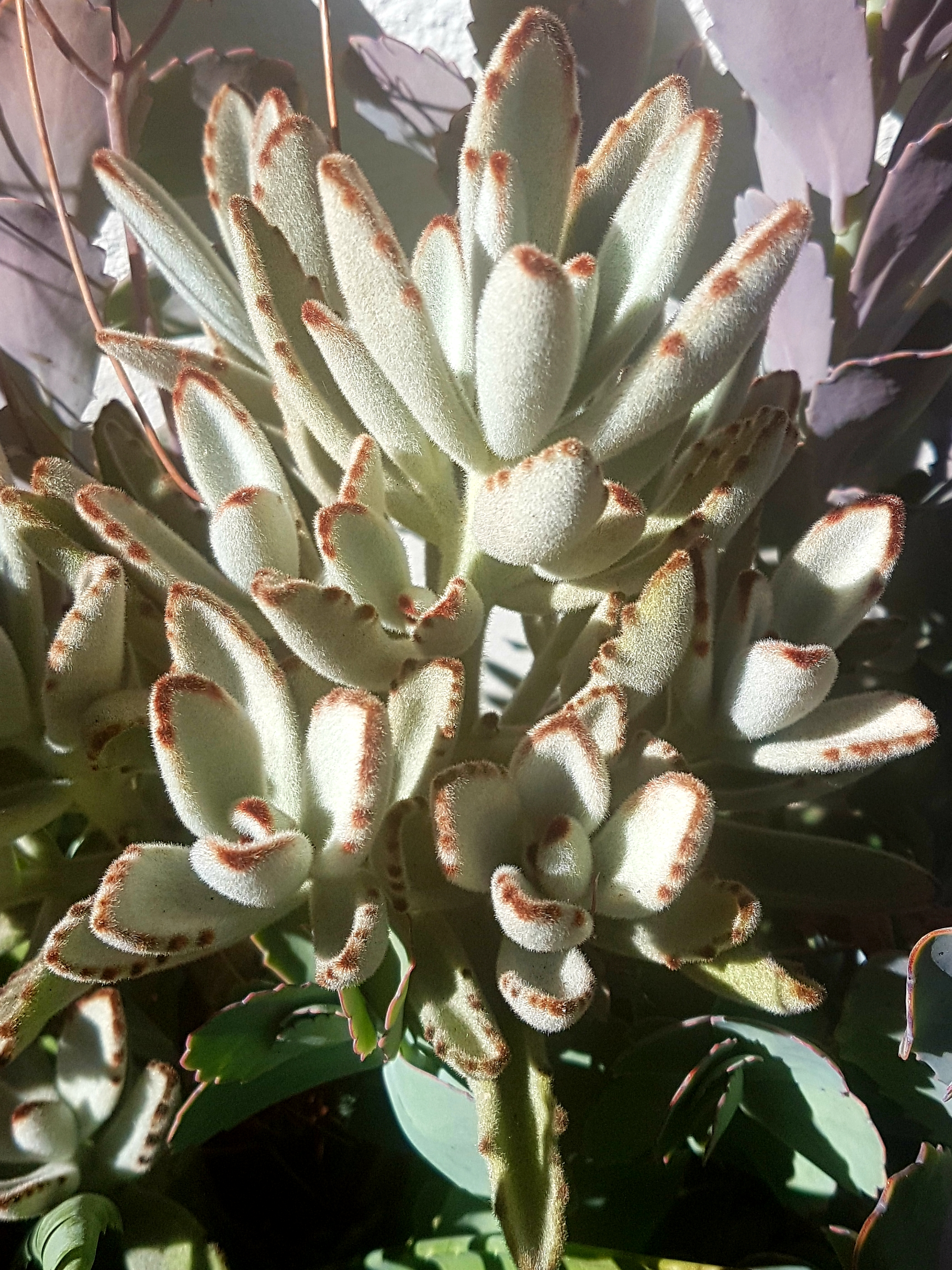
Kalanchoe tomentosa

Kalanchoe tomentosa és una espècie de planta suculenta del gènere Kalanchoe, de la família de les crassulàcies (Crassulaceae).

## Descripció
És una planta suculenta perenne de creixement lent, amb densos pèls com de feltre blancs que cobreixen tota la fulla, que arriba a formar un petit arbust vertical de fins a 35-45 cm (a la natura, creix fins a 1 m d'alçada). És una espècie molt atractiva però polimòrfica i hi ha molts cultivars amb variants de color. Popularment es ven com a 'Planta panda' o 'Orelles de gatet' per les seves fulles peludes.
Les tiges són robustes, ramificades a la base i densament piloses, amb la base llenyosa amb l'edat. A les puntes de les tiges forma rosetes.
Les fulles són sèssils, carnoses, estretament ovalades, punxegudes, de 5 a 7 cm de llargada, cobertes amb una gruixuda capa de pèls blanquinosos a verds (tricomes) al centre, excepte a les puntes que presenten diverses osques poc profundes amb rics pèls de color xocolata. que li donen un aspecte atractiu.
La densa cobertura de pèls realitza una funció vital per a la planta en forma de conservació de l'aigua. En el medi sec on viu, ha de conservar la poca aigua que pot absorbir del sòl. La densa estora de pèls que creix sobre la fulla retarda el moviment de l'aire directament a través de la superfície de la fulla, reduint així la pèrdua de vapor d'aigua (transpiració). La "càmera d'aire” creada pels nombrosos tricomes també aïlla la fulla del seu dur entorn extern. A més, l'aspecte blanc-platejat de les fulles reflecteix la llum, disminuint les possibilitats de sobreescalfament de les fulles.
Les flors surten en una panícula estreta d'uns 30 cm de llarg, amb branques cimoses, la part superior tancada i de moltes flors, de color blanc verdós.

## Distribució
Planta endèmica de Madagascar. Creix a les roques granítiques.

## Taxonomia
Kalanchoe tomentosa va ser descrita per John Gilbert Baker i publicada al Journal of Botany, British and Foreign 20: 110. 1882.

#### Etimologia
Kalanchoe: nom genèric que deriva de la paraula cantonesa "Kalan Chauhuy", 伽藍菜 que significa 'allò que cau i creix'.
tomentosa: epítet llatí que significa 'pelut'.